# Lethe anunda
Lethe anunda är en fjärilsart som beskrevs av Hans Fruhstorfer 1911. Lethe anunda ingår i släktet Lethe och familjen praktfjärilar. Inga underarter finns listade i Catalogue of Life.